# Lijst van gemeenten in het departement Essonne

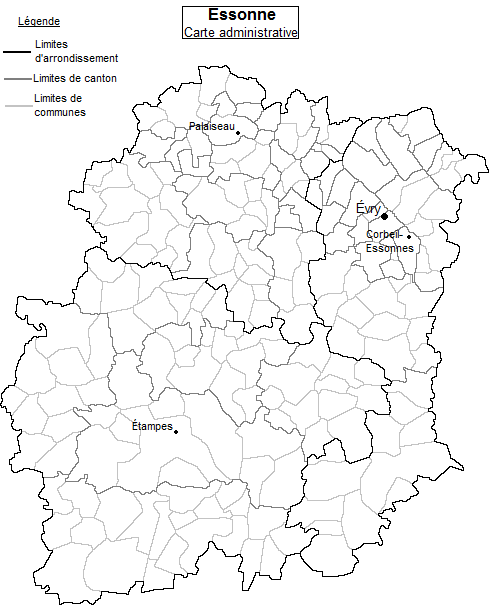
Gemeenten in Essonne

Hieronder volgt een lijst van de 196 gemeenten (communes) in het Franse departement Essonne (departement 91).

## A
Abbéville-la-Rivière
- Angerville
- Angervilliers
- Arpajon
- Arrancourt
- Athis-Mons
- Authon-la-Plaine
- Auvernaux
- Auvers-Saint-Georges
- Avrainville

## B
Ballainvilliers
- Ballancourt-sur-Essonne
- Baulne
- Bièvres
- Blandy
- Boigneville
- Bois-Herpin
- Boissy-la-Rivière
- Boissy-le-Cutté
- Boissy-le-Sec
- Boissy-sous-Saint-Yon
- Bondoufle
- Boullay-les-Troux
- Bouray-sur-Juine
- Boussy-Saint-Antoine
- Boutervilliers
- Boutigny-sur-Essonne
- Bouville
- Brétigny-sur-Orge
- Breuillet
- Breux-Jouy
- Brières-les-Scellés
- Briis-sous-Forges
- Brouy
- Brunoy
- Bruyères-le-Châtel
- Buno-Bonnevaux
- Bures-sur-Yvette

## C
Cerny
- Chalo-Saint-Mars
- Chalou-Moulineux
- Chamarande
- Champcueil
- Champlan
- Champmotteux
- Chatignonville
- Chauffour-lès-Étréchy
- Cheptainville
- Chevannes
- Chilly-Mazarin
- Congerville-Thionville
- Corbeil-Essonnes
- Corbreuse
- Le Coudray-Montceaux
- Courances
- Courcouronnes
- Courdimanche-sur-Essonne
- Courson-Monteloup
- Crosne

## D
Dannemois
- D'Huison-Longueville
- Dourdan
- Draveil

## E
Écharcon
- Égly
- Épinay-sous-Sénart
- Épinay-sur-Orge
- Estouches
- Étampes
- Étiolles
- Étréchy
- Évry

## F
La Ferté-Alais
- Fleury-Mérogis
- Fontaine-la-Rivière
- Fontenay-lès-Briis
- Fontenay-le-Vicomte
- La Forêt-le-Roi
- La Forêt-Sainte-Croix
- Forges-les-Bains

## G
Gif-sur-Yvette
- Gironville-sur-Essonne
- Gometz-la-Ville
- Gometz-le-Châtel
- Les Granges-le-Roi
- Grigny
- Guibeville
- Guigneville-sur-Essonne
- Guillerval

## I
Igny
- Itteville

## J
Janville-sur-Juine
- Janvry
- Juvisy-sur-Orge

## L
Lardy
- Leudeville
- Leuville-sur-Orge
- Limours
- Linas
- Lisses
- Longjumeau
- Longpont-sur-Orge

## M
Maisse
- Marcoussis
- Marolles-en-Beauce
- Marolles-en-Hurepoix
- Massy
- Mauchamps
- Mennecy
- Méréville
- Mérobert
- Mespuits
- Milly-la-Forêt
- Moigny-sur-École
- Les Molières
- Mondeville
- Monnerville
- Montgeron
- Montlhéry
- Morangis
- Morigny-Champigny
- Morsang-sur-Orge
- Morsang-sur-Seine

## N
Nainville-les-Roches
- La Norville
- Nozay

## O
Ollainville
- Oncy-sur-École
- Ormoy
- Ormoy-la-Rivière
- Orsay
- Orveau

## P
Palaiseau
- Paray-Vieille-Poste
- Pecqueuse
- Le Plessis-Pâté
- Plessis-Saint-Benoist
- Prunay-sur-Essonne
- Puiselet-le-Marais
- Pussay

## Q
Quincy-sous-Sénart

## R
Richarville
- Ris-Orangis
- Roinville
- Roinvilliers

## S
Saclas
- Saclay
- Saint-Aubin
- Saint-Chéron
- Saint-Cyr-la-Rivière
- Saint-Cyr-sous-Dourdan
- Saint-Escobille
- Sainte-Geneviève-des-Bois
- Saint-Germain-lès-Arpajon
- Saint-Germain-lès-Corbeil
- Saint-Hilaire
- Saint-Jean-de-Beauregard
- Saint-Maurice-Montcouronne
- Saint-Michel-sur-Orge
- Saint-Pierre-du-Perray
- Saintry-sur-Seine
- Saint-Sulpice-de-Favières
- Saint-Vrain
- Saint-Yon
- Saulx-les-Chartreux
- Savigny-sur-Orge
- Sermaise
- Soisy-sur-École
- Soisy-sur-Seine
- Souzy-la-Briche

## T
Congerville-Thionville
- Tigery
- Torfou

## U
Les Ulis

## V
Valpuiseaux
- Le Val-Saint-Germain
- Varennes-Jarcy
- Vaugrigneuse
- Vauhallan
- Vayres-sur-Essonne
- Verrières-le-Buisson
- Vert-le-Grand
- Vert-le-Petit
- Videlles
- Vigneux-sur-Seine
- Villabé
- Villebon-sur-Yvette
- Villeconin
- La Ville-du-Bois
- Villejust
- Villemoisson-sur-Orge
- Villeneuve-sur-Auvers
- Villiers-le-Bâcle
- Villiers-sur-Orge
- Viry-Châtillon

## W
Wissous

## Y
Yerres